# Berliner FC Phönix
Berliner FC Phönix was een Duitse voetbalclub uit Berlijn die bestond van 1893 tot 1903. De club was in 1900 een van de stichtende clubs van de Duitse voetbalbond. 

## Geschiedenis
De club werd in 1893 opgericht en startte datzelfde jaar nog in de tweede klasse van de Berlijnse competitie van de DFuCB. Later maakte de club de overstap naar de VDB, maar kon ook daar de hoogste klasse nooit bereiken. Speler Fritz Boxhammer vertegenwoordigde de club toen de Duitse voetbalbond opgericht werd in Leipzig op 28 januari 1900. Op 25 maart 1903 fuseerde de club met BFC Burgund 1896 tot Berliner FC Deutschland. 